# Каризио
Карѝзио (на италиански: Carisio; на пиемонтски: Caris, Кариз) е село и община в Северна Италия, провинция Верчели, регион Пиемонт. Разположено е на 183 m надморска височина. Населението на общината е 839 души (към 2013 г.).